# Publius Pactumeius Clemens
Erreur Lua dans Module:Date_complexe à la ligne 111 : attempt to concatenate a nil value.
Publius Pacumeius Clemens est un sénateur et jurisconsulte romain actif au cours du premier siècle de notre ère. Il est consul pour le nundinium avril-juin 138 en tant que collègue de Marcus Vindius Verus ;  selon Ronald Syme, Clemens est le premier consul connu à détenir les faisceaux par contumace.  Bien qu'il soit surtout connu à travers des inscriptions, sa vie fournit des exemples de la façon dont le mécénat fonctionnait à l'époque romaine contemporaine.
Les origines de la famille de Clemens se trouvent à Cirta, située dans l'Algérie moderne. Olli Salomies, dans sa monographie sur les pratiques de dénomination du début de l'empire romain, fournit le nom complet et la filiation de Clemens -- "P. Pacumeius P. F. Quir. Clemens ; cela indique que le prénom de son père est également Publius.  Son grand-père paternel est Quintus Aurelius Pactumeius Clemens, consul vers l'an 80.

## Biographie
Son cursus honorum jusqu'à son consulat est conservé dans une inscription trouvée à Cirta, honorant son accord au fait de devenir patron de cette ville. Il se distingue par le fait qu'il ne comprend que des postes civils, et exclut les postes militaires, comme le tribunat militaire ou le commandement d'une légion, que son contemporain de Cirta, Publius Julius Geminius Marcianus, occupe. Clemens commence sa carrière publique dans le decemviri stlitibus judicandis, l'un des quatre conseils qui composent le vigintiviri ; ce conseil de dix est chargé d'entretenir les routes de la ville de Rome. Son bureau documenté suivant est celui de questeur. Cette inscription enregistre ensuite que Clemens est légat ou assistant de son beau-père Titus Prifernius Geminus pendant l'année de ce dernier gouvernant la province publique d'Achaïe (122/123) ;  après son consulat, il est légat de son beau-père une seconde fois, cette fois lorsque Geminus est gouverneur d'Asie.
Clemens revient à Rome, où il occupe la charge républicaine de tribun plébéien ; après cela, il est nommé conservateur des villes grecques d'Athènes, Thespis, Plataea ; puis à une date ultérieure pour les villes de Thessalie. Les finances de nombreuses villes au cours de cette période sont tombées en désarroi et les empereurs Trajan et Hadrien sont contraints de nommer des magistrats spéciaux pour les réorganiser. De retour à Rome, il est préteur urbain vers l'an 127. Ces responsabilités valent à Clemens une certaine importance dans la « communauté cirtéenne à Rome », en déduit Edward Champlin ; parmi les autres membres de cette communauté figurent Quintus Lollius Urbicus, consul en 135 ou 136 ; Gaius Arrius Antoninus, consul vers l'an 170 et le rhéteur Fronton. Champlin note que Lollius Urbicus et Pactumeius Clemens eux-mêmes « pourraient fournir un soutien puissant aux intérêts de Cirta, et un tel soutien est attesté par de solides preuves circonstancielles ».
À la suite de cela, il est nommé par Hadrien ad rationes civitatium putandas en Syrie ; Champlin suggère qu'il a obtenu cette nomination grâce à l'intervention de Marcus Claudius Restitutus, le premier procureur connu de Cirta. Il est nommé ensuite gouverneur de la province impériale de Cilicie ; Werner Eck date la période de ce gouvernorat d'environ 136 à environ 139. Alors qu'il est gouverneur, Clemens est nommé consul.
Les informations sur la vie de Clemens se terminent avec son consulat ; la date de sa mort est inconnue. Sa parenté avec Titus Pacumeius Magnus, consul en 183, est inconnue.